# Shajapur
Shajapur là một thành phố và khu đô thị của quận Shajapur thuộc bang Madhya Pradesh, Ấn Độ.

## Địa lý
Shajapur có vị trí 23°26′B 76°16′Đ / 23,43°B 76,27°Đ Nó có độ cao trung bình là 443 mét (1453 feet).

## Nhân khẩu
Theo điều tra dân số năm 2001 của Ấn Độ, Shajapur có dân số 50.086 người. Phái nam chiếm 52% tổng số dân và phái nữ chiếm 48%. Shajapur có tỷ lệ 70% biết đọc biết viết, cao hơn tỷ lệ trung bình toàn quốc là 59,5%: tỷ lệ cho phái nam là 77%, và tỷ lệ cho phái nữ là 63%. Tại Shajapur, 15% dân số nhỏ hơn 6 tuổi.